# Jacopo Dolfin
Jacopo Dolfin in base alle fonti anche noto come Giacomo Dolfin (Venezia, 1225 circa – Venezia, 1283) è stato un nobile, politico e militare italiano.

## Biografia
Giacomo Dolfin nacque a Venezia nel primo quarto del XIII secolo, ma la sua biografia è resa complessa dalle numerose omonimie, con dubbi anche sul nome del padre. La prima notizia certa risale al 1245, quando a Tunisi stipulò un contratto di cambio marittimo. Due anni dopo fu inviato a Ragusa come governatore, dove si distinse per l'incremento degli scambi commerciali e per le alleanze politiche, come quelle con il bano di Bosnia e il conte di Hum.
Nel settembre del 1259 divenne duca di Candia, dove governò pacificamente fino a settembre 1261. Dopo il suo ritorno a Venezia, nel 1262 si dedicò a una delicata missione diplomatica in Grecia, ma nel 1265 fu inviato a Costantinopoli per negoziare una pace con l'imperatore bizantino Michele VIII Paleologo, missione che fallì. Questo insuccesso danneggiò il suo prestigio, ma nel 1268 divenne podestà di Treviso, dove affrontò le violenze delle fazioni cittadine. Dopo aver concluso il mandato, tornò a Venezia, dove trascorse gli ultimi anni lontano dalla scena pubblica, ma nel 1275 partecipò all'elezione dogale di Jacopo Contarini e nel 1277 fu podestà di Parenzo, dove fu coinvolto in un conflitto con il vescovo locale.
Negli ultimi anni, si ritirò a vivere nel palazzo di San Pantalon e, nel 1283, fece un dono al nipote Enrico. Ebbe quattro figli: Marco, Giovanni, Pietro e Renier.